# Бытие
Бытие́ в самом широком значении — существование. Относительно человека, бытие — это все его действия, включающие повседневные действия, деятельность как биологического организма, так и индивида на ментальном уровне, при взаимодействии с окружающей средой. Кем человек является, кто он есть или кем бы мог быть, относится к пониманию бытия в общем смысле. Бытие в природе — это существование предметов, физических, осязаемых, а также природных сил (стихий), гравитации, физических законов.
Понятие бытия — центральное философское понятие. Бытие — предмет изучения онтологии. В более узком значении, характерном для фундаментальной онтологии М. Хайдеггера, понятие «бытие» отражает аспект существования сущего, в отличие от его сущности. Если сущность определяется вопросом: «Что есть сущее?», то бытие — вопросом «Что значит, что сущее есть?». 
Понятие бытия в русский философский язык вводит Григорий Теплов в 1751 году как перевод латинского термина ens.

## История понятия

### В русском языке
«Бытием» названа первая книга Ветхого Завета. В церковнославянском переводе словом бытие (Сіа книга бытія небесе и земле) названо то, что в синодальном именуется происхождением (греч. γενέσεως; лат. generationes) (Быт. 2:4). Термин «бытие» встречается в Премудростях Соломона (Прем. 13:5) в книге пророка Даниила (Дан. 13:42). У философа Григория Сковороды бытие является синонимом мироздания. У Григория Теплова бытием переводится латинское слово ens.

### Древнегреческая философия о бытии
Понятия бытие и небытие в своём происхождении восходят к рассуждениям древнегреческого философа Парменида. Он впервые обращает внимание на такой аспект всякого сущего, как бытие. Есть сущее и есть существование этого сущего, которое и называют бытием. Небытия, «ничто» (того, что не существует) нет. Таким образом, первый тезис Парменида звучит так: «Бытие есть, небытия — вовсе нет». Из этого тезиса следует, что бытие — одно, неподвижно, не имеет частей, едино, вечно, благо, не возникло, не подвержено гибели, поскольку в противном случае пришлось бы допустить существование чего-то кроме бытия, то есть небытия, а это, по мысли Парменида, недопустимо.
Парменид полагает также, что «мыслить и быть есть одно и то же» и что «одно и то же мысль и то, на что мысль устремляется». Поскольку небытия нет — это значит, что его и мыслить нельзя. Всё, что мыслимо, есть бытие.
В некоторых аспектах отличается понимание бытия Демокритом от его трактовки Парменидом. Демокрит уже допускал существование небытия, которое он считал пустотой, образованной между атомами. Будучи приверженцем атомистической концепции мироустройства, Демокрит признавал бытие состоящим из твёрдых неделимых устойчивых атомов. Бытие для него устойчиво и не зависит от субъективных восприятий человека. Таким образом, характерные черты атомов, такие как устойчивость, непрерывность во времени, неизменность, совпадают в его учении с характеристиками самого бытия. Представление бытия как совокупности атомов характерно и для Левкиппа, предшественника и учителя Демокрита, который также представлял себе небытие как пустоту между атомами. Кроме того, Демокрит подчёркивал, что настоящей действительностью являются только атомы и пустота, остальное же, что подвержено чувственному восприятию человека, не существует в действительности, ибо субъективно.
Учение Аристотеля о бытии представлено в его «Метафизике». Он, в частности, разделил бытие на потенциальное (возможность) и актуальное (действительность).

### Идеалистическая философия о бытии
В философии объективного идеализма под бытием понимают подлинную и абсолютную вневременную реальность, в противовес наличному миру становления. С точки зрения идеализма, этим бытием является дух, разум, бог. Разные виды идеализма отождествляют объект познания с чувственным восприятием, «музами», идеями — истолковывают бытие как нечто идеальное, зависимое от сознания, порождённое им.

### В диалектическом материализме
Марксизм вводит понятие общественного бытия как оппозицию общественного сознания. Диалектический материализм в целом не отрицает, что сознание, мышление имеют бытие, но придерживается мнения, что бытие сознания, мышления порождено и обозначено[прояснить] через бытие материи, природы. В материалистической гносеологии бытие противопоставлено сознанию как объективная реальность, которая существует вне сознания. Диалектический материализм считает объективно-реальное бытие (материю) независимым от сознания, чувств, опыта; что бытие есть объективная реальность, а сознание есть отображение бытия. Вопрос о том, что первично — бытие или мышление, получил известность как одна из формулировок Основного вопроса философии.

### Экзистенциализм о бытии
В философии экзистенциализма бытие противопоставляется сущему (наличному существованию, данному в опыте) или сущности (застывшему, вневременному существованию). Как правило, под бытием понимается личность: трансцендентная (бог), коллективная (общество) или индивидуальная (экзистенция, личность, сам человек).

### Фундаментальная онтология Хайдеггера
В фундаментальной онтологии М. Хайдеггера, бытие фиксирует аспект существования сущего в отличие от его сущности. Если сущность определяется вопросом: «Что есть сущее?», то бытие вопросом: «Что значит, что сущее есть?». 
«Бытие — это не Бог и не основа мира. Бытие дальше, чем всё сущее, и тем не менее ближе человеку, чем любое сущее, будь то камень, животное, произведение искусства, машина, будь то ангел или Бог. Бытие есть наиближайшее. Однако близкое остаётся человеку самым далёким» (Platons Lehre von der Wahrheit. — Bern, 1947, S. 76).

## Онтология
Поскольку бытие может пониматься как единственное (см. Парменид), постольку термин «бытие» часто используют для обозначения мира как целого. 
Бытие — предмет изучения онтологии. Противоположные понятия — «небытие» и «ничто». Существенные философские вопросы — соотношение бытия и мышления, соотношение бытия и времени, соотношение бытия и небытия.
Принято[прояснить] выделять ряд различающихся и в то же время взаимосвязанных основных форм бытия:
- Бытие вещей (тел), процессов включает бытие вещей, процессов, состояний природы; бытие природы как целого и бытие «второй природы», то есть вещей, произведённых человеком, и процессов, совершаемых им.
- Бытие человека — как в мире вещей, так и человеческое бытие обособленно.
- Бытие духовного (идеального) разделяется на индивидуализированное духовное и объективированное (внеиндивидуальное) духовное.
- Бытие социального делится на индивидуальное бытие (бытие отдельного человека в обществе и в процессе истории) и бытие общества.

## Метаонтология
В аналитической философии бытие, его характеристики и соотношение с существованием изучает отдельная дисциплина — метаонтология. Последователи Куайна считают бытие наиболее простым понятием: бытие тождественно существованию и не делится на виды. Единое и единственное понятие бытия/существование выражается лучше всего с помощью квантора существования логики предикатов первого порядка и связываемых им переменных — быть/существовать значит быть значением связанной переменной. Последователи Мейнонга отрицают тождество между бытием и существованием, поскольку, с их точки зрения, есть вещи, которые не существуют. Онтологические плюралисты отвергают простоту бытия и считают, что оно делится на различные способы или модусы. 

## Семантическое определение
В процессе изучения смыслового значения бытия семантика традиционно обращается к старейшему знаку уроборос — змею, кусающему себя за хвост, который описывает циклический характер бытия или вечность. В математической логике иногда используется в этом случае знак бесконечность, но на самом деле, из-за того, что знак бесконечность описывает количественные изменения, он также неуместен для использования в описании бытия. Теория прототипов приходит на помощь. Множество экспериментов, проведённых авторами когнитивной психологии, в частности, показывают, что на основе общих черт образуются некоторые прототипы, в том числе и прототип бытия. Множество культур описывают бытиё как своего рода линию — процесс  который может иметь своё начало — рождение , середину — некоторое событие бытия (случай), или череду событий — систему (закономерность)и конец — смерть , а также может существовать и в форме наименьшей части времени — момент бытия , или отражать всю его длину — от начала до конца — период бытия 
.